# Giles Barnes
Giles Gordon Barnes (5 de agosto de 1988, Barking, Londres, Inglaterra) es un jugador de fútbol jamaicano, nacido en Londres, que juega como delantero en el Hyderabad FC de la Superliga de India. Su debut fue en el año 2007 en el Derby County.
Su hermano Marcus Barnes también es futbolista.

## Clubes
Debutó a los 17 años de edad.
| Club                     | País           | Año         |
| ------------------------ | -------------- | ----------- |
| Derby County             | Inglaterra     | 2005 - 2009 |
| Fulham(Préstamo)         | Inglaterra     | 2009        |
| West Bromwich Albion     | Inglaterra     | 2010-2011   |
| Doncaster Rovers         | Inglaterra     | 2011-2012   |
| Houston Dynamo           | Estados Unidos | 2012-2016   |
| Vancouver Whitecaps      | Canadá         | 2016-2017   |
| Orlando City Soccer Club | Estados Unidos | 2017        |
| Club León                | México         | 2018        |
| Colorado rapids          | Estados Unidos | 2018        |
| Hyderabad FC             | India          | 2019-       |

## Selección nacional
Barnes representó a Inglaterra en la selección categoría sub-19, decidió representar a la selección de Jamaica en la categoría absoluta. Su debut en la selección jamaicana fue en marzo de 2015, cuando participó como seleccionado en la Copa América 2015.

### Goles con la selección nacional
| #  | Fecha               | Lugar                                            | Oponente       | Gol   | Resultado | Competición                     |
| -- | ------------------- | ------------------------------------------------ | -------------- | ----- | --------- | ------------------------------- |
| 1. | 28 de marzo de 2015 | Montego Bay Sports Complex, Montego Bay, Jamaica | Venezuela      | 1 – 1 | 2 – 1     | Amistoso                        |
| 2. | 18 de julio de 2015 | M&T Bank Stadium, Baltimore, EE. UU.             | Haití          | 1 – 0 | 1 – 0     | Copa de Oro de la Concacaf 2015 |
| 3. | 22 de julio de 2015 | Georgia Dome, Atlanta, EE. UU.                   | Estados Unidos | 2 – 0 | 2 – 1     | Copa de Oro de la Concacaf 2015 |

### Partidos con la selección
| 1 | Uruguay     | 1:0 (1:0) | 13 de junio de 2015 | Antofagasta Chile          | Copa América 2015 | -  |
| 2 | Paraguay    | 1:0 (0:0) | 16 de junio de 2015 | Antofagasta Chile          | Copa América 2015 | -  |
| 3 | Argentina   | 1:0 (1:0) | 20 de junio de 2015 | Viña del Mar Chile         | Copa América 2015 | -  |
| 4 | Costa Rica  | 2:2 (0:0) | 8 de julio de 2015  | Los Ángeles Estados Unidos | Copa Oro 2015     | -  |
| 5 | Canadá      | 0:1 (0:0) | 11 de julio de 2015 | Houston Estados Unidos     | Copa Oro 2015     | -  |
| 6 | El Salvador | 0:1 (0:0) | 14 de julio de 2015 | Toronto Canadá             | Copa Oro 2015     | -  |
| 7 | Haití       | 0:1 (0:1) | 18 de julio de 2015 | Baltimore Estados Unidos   | Copa Oro 2015     | 7' |